# Temps décimal en France
Pour un article plus général, voir Temps décimal.
 (octobre 2010).
Si vous disposez d'ouvrages ou d'articles de référence ou si vous connaissez des sites web de qualité traitant du thème abordé ici, merci de compléter l'article en donnant les références utiles à sa vérifiabilité et en les liant à la section « Notes et références ».

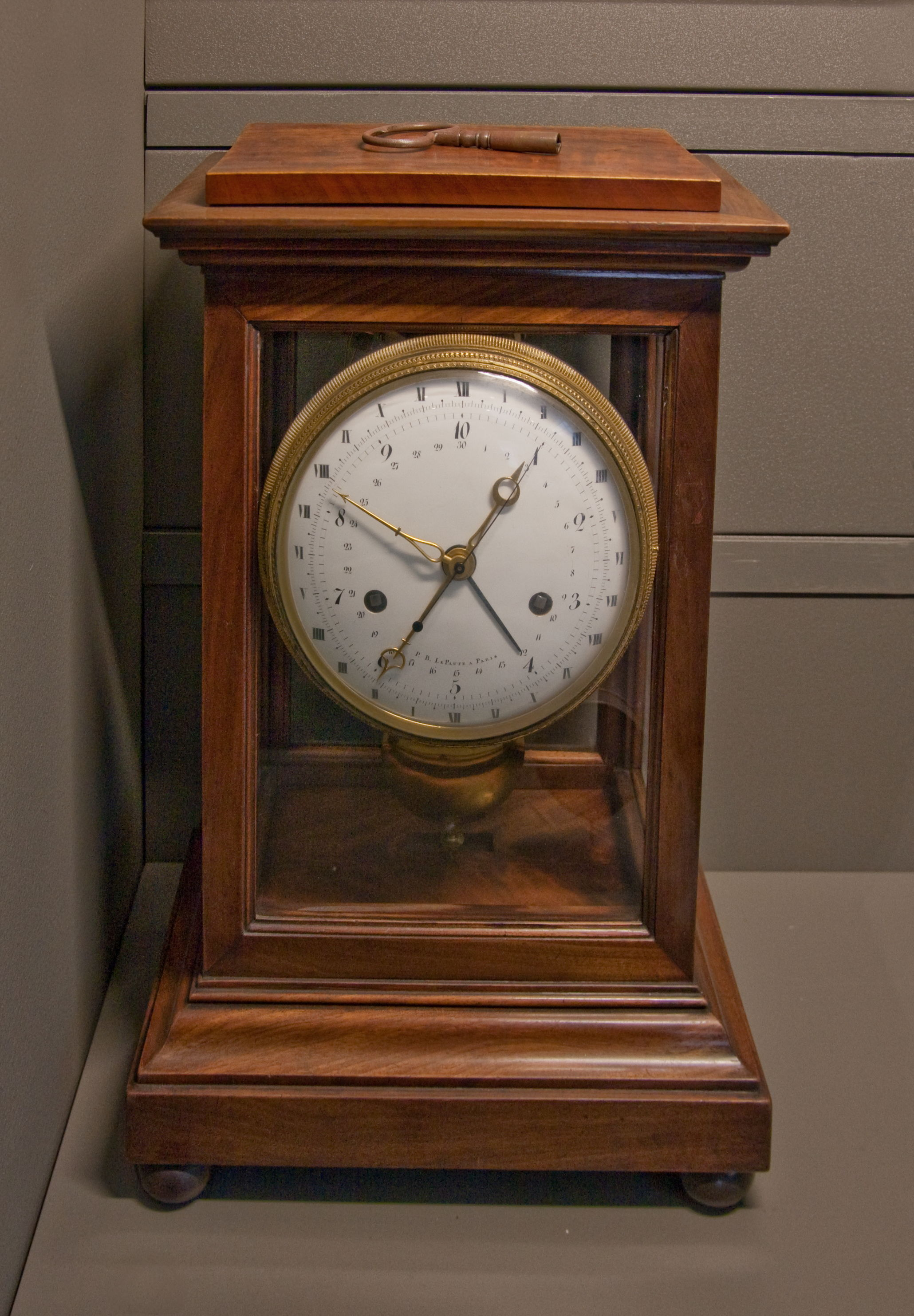
Horloge décimale de 1795.

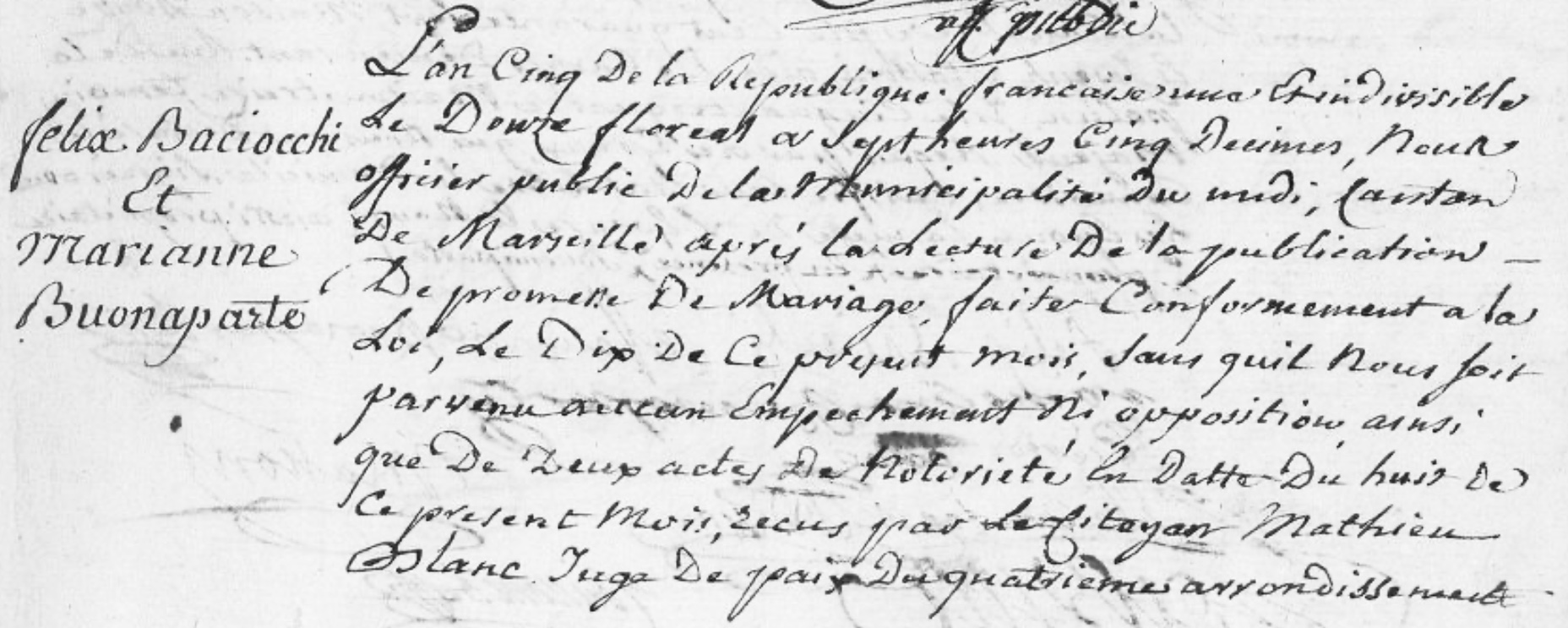
Acte de mariage d'Élisa Bonaparte L'an Cinq De la République française une et indivisible Le Douze floréal à Sept heures Cinq Décimes (1 mai 1797 à).

Le temps décimal est utilisé en France entre 1793 et 1800, durant la Première République, dans le cadre de la mise en place du système métrique et de l'uniformisation des mesures sur une base décimale amenées par la Révolution. La journée est alors divisée en 10 heures de 100 minutes de 100 secondes, au lieu de 24 heures de 60 minutes de 60 secondes dans le système traditionnel duodécimal et sexagésimal.
Le temps décimal s'accompagne de la mise en place du calendrier républicain, dans lequel l'année est divisée en 12 mois de 30 jours.

## Histoire
Il est officiellement introduit en France par le décret du 4 frimaire an II (24 novembre 1793) :

« XI. Le jour, de minuit à minuit, est divisé en dix parties ou heures, chaque partie en dix autres, ainsi de suite jusqu'à la plus petite portion commensurable de la durée. La centième partie de l'heure est appelée minute décimale ; la centième partie de la minute est appelée seconde décimale. »

La journée commençant à minuit, à midi il était donc 5 heures, et à la fin de la journée, à minuit, il était 10 heures. Le 18 germinal an III (7 avril 1795) le décret rendant obligatoire la division décimale du jour est suspendu, dix ans avant l'abolition par Napoléon du calendrier révolutionnaire. Le temps décimal fut aboli en l'an 1800.
Procès-verbaux du Comité d'instruction publique de la convention nationale :
1. Comme elle n'offre à la presque totalité de la nation aucun avantage marqué, elle ne ferait que jeter de la défaveur sur le nouveau système des mesures et sur la méthode décimale, qui est cependant bien utile ;
2. Comme le comptage des heures n'est pas un objet commercial ni susceptible d'un règlement de police, les anciens usages se maintiendraient par la force immense de l'habitude ;
3. Cette habitude se consoliderait encore par la crainte de la confusion. Il faudrait pour la prévenir prendre des dénominations nouvelles qui n'ont pas encore été indiquées, et qu'il serait bien difficile d'introduire dans le langage vulgaire, pour tant de gens surtout qui n'écrivent, qui ne calculent point, et qui n'apprécient le temps que par une routine fondée sur l'opinion commune ;
4. La dépense du changement des horloges serait énorme ;
5. Enfin, les citoyens et les horlogers répugneraient infiniment, les uns à faire changer leurs montres, et les autres à perdre la faculté de vendre celles qui sont déjà faites. Cette vérité est acquise par le résultat du concours qui a eu lieu dernièrement, en vertu du décret relatif aux mouvements d'horlogerie.

## Horlogerie
De nombreuses montres, pendules et horloges décimales construites à l'époque sont visibles dans de nombreux musées : Musée des Arts décoratifs, Musée Carnavalet, Musée national des techniques de Paris, Musée  international d'horlogerie de La Chaux-de-Fonds, musée de la Révolution française du château de Vizille, etc.
Depuis 2014, le musée de la Révolution française expose une pendule décimale dorée, qui était en fonction entre novembre 1793 et avril 1795, décomptant cent secondes dans une minute, cent minutes dans une heure et dix heures dans une journée.

## Postérité
En 1989, pour le Bicentenaire de la Révolution, différentes initiatives tentent de remettre la France à l’heure (décimale) de la Révolution. Ainsi, l'horloger Beuchat édite une série de montres décimales (La Marseillaise de Beuchat). Le 14 juillet 1989, la ville de La Garde, dans le Var, inaugure devant l’entrée de la mairie une horloge décimale publique : Borne temporelle no 1 de Georges Perpes.

## Équivalences
Il y a 86 400 secondes sexagésimales dans la journée, équivalant à 100 000 secondes décimales.
- Une seconde décimale vaut 86 400/100 000 = 0,864 seconde sexagésimale.
- Une minute décimale vaut 1 440/1 000 = 1,44 minute sexagésimale (1 minute 26,4 secondes).
- Une heure décimale vaut 24/10 = 2,4 heures duodécimales (2 heures 24 minutes).